# Ignacy Borejdo
Ignacy Borejdo, właśc. Dawid Sznajderman (ur. 4 listopada 1897 w Żarkach, zm. 15 kwietnia 1970 w Tel Awiw-Jafie) – polski działacz partyjny i państwowy oraz inżynier mechanik narodowości żydowskiej, podsekretarz stanu w Ministerstwie Hutnictwa (1952–1957).

## Życiorys
Syn Abrahama (Adama) i Ajdli (Adeli), najstarszy z pięciorga dzieci. W 1918 ukończył Wyższą Szkołę Realną w Będzinie, następnie podjął studia z inżynierii mechanicznej na Politechnice Warszawskiej, ukończone w 1927. W listopadzie 1918 wstąpił do Wojska Polskiego, w kwietniu 1920 ukończył Szkołę Podchorążych przy Oficerskiej Szkole Wojsk Kolejowych. Do grudnia 1920 walczył w wojnie polsko-bolszewickiej w ramach 2 batalionu wojsk kolejowych, brał udział w odbudowie zniszczonych mostów. W latach 1927–1939 kierownik Wydziałów Wytwórczych i naczelny inżynier w Polskich Zakładach Przemysłu Cynkowego w Będzinie. Od 1939 do 1941 był szefem działu technicznego i głównym inżynierem Elektrowni Miejskiej we Włodzimierzu Wołyńskim. W czasie wojny działał w Międzynarodowej Organizacji Pomocy Rewolucjonistom. Został wcielony do Armii Czerwonej, w bitwie stracił jedno oko. W Holokauście stracił matkę, żonę, córkę siostry i innych członków rodziny.
W październiku 1944 został p.o. kierownika Działu Górniczo-Hutniczego w Resorcie Przemysłu Polskiego Komitetu Wyzwolenia Narodowego. W styczniu 1945 wstąpił do Polskiej Partii Robotniczej (w 1948 przekształconej w Polską Zjednoczoną Partii Robotniczą), był m.in. delegatem z głosem decydującym na I Zjazd Partyjny PPR. 21 stycznia 1945 wysłany wraz z grupą operacyjną generała Aleksandra Zawadzkiego na Górny Śląsk celem uruchomienia zakładów przemysłowych. W lutym 1945 został szefem Centralnego Zarządu Przemysłu Hutniczego w Katowicach. Pomiędzy 1949 a 1950 przewodniczył radzie naukowej Instytutu Odlewnictwa. Od lutego 1952 do marca 1957 pozostawał podsekretarzem stanu w Ministerstwie Hutnictwa. W latach 1953–1965 był pełnomocnikiem rządu ds. surowców wtórnych w ramach Ministerstwa Przemysłu Ciężkiego. W roku 1968 zdecydował się na emigrację do Izraela.
Został pochowany na cmentarzu Holon w Tel Awiwie.

## Życie prywatne
Był żonaty z Felicją z domu Peltmuter, mieli córkę Renatę. Kuzynką Felicji była Stanisława, żona Aleksandra Zawadzkiego. Drugą żoną Ignacego została w 1947 Wiktoria Borejdo z domu Inwald, z którą miał dwóch synów (w momencie ślubu z Ignacym była jeszcze w poprzednim związku małżeńskim, sądząc, że pierwszy mąż zginął w Holokauście). Formalnie przyjął imię i nazwisko Ignacy Borejdo w 1947. W 1965 zakończył pracę ze względu na postępującą chorobę.

## Odznaczenia
Odznaczony Złotym Krzyżem Zasługi (1946), Krzyżem Oficerskim Orderu Odrodzenia Polski (1946), i Orderem „Sztandar Pracy” I klasy (1951).